# Anton Schwarzkopf
Anton Schwarzkopf jr. (Bahlingen, 8 juli 1924 – aldaar, 30 juli 2001) was een Duitse ontwerper van attracties. Hij ontwierp de moderne achtbaan en is uitvinder van verschillende moderne kermisattracties.

## Levensloop

### Jeugd
Schwarzkopf werd geboren in Bahlingen. Later verhuisde hij met zijn ouders naar Münsterhausen. Hier hadden zijn ouders Anton en Maria Schwarzkopf een bedrijf waar ze wagens en caravans maakten voor kermisexploitanten en het circus.

### Beginjaren
- In 1954 nam Anton jr. het bedrijf over en besloot attracties te gaan bouwen en verkopen, ook trouwde hij dit jaar.
- In 1955 bouwde hij zijn eerste attractie de "Düsenspirale" voor het kermisbedrijf Löffelhardt. Dit werd geen denderend succes, omdat het bouwwerk zo groot en complex werd dat het tot 1957 zou duren voordat hij zijn eerste rit kon maken. Ook werd dit jaar (1955) zijn zoon Wieland geboren.
- in 1964 maakte hij zijn eerste echte ijzeren achtbaan, The Wildcat. Deze baan zou lange tijd de ruggengraat zijn van zijn bedrijf, ook werd er begonnen met de productie van onderdelen voor cementmixers, om zo een tweede bron van inkomsten te hebben.

### Jaren 80
In 1983 ging het voor de eerste keer mis. Schwarzkopf ging failliet door meerdere oorzaken:
- een grote order uit Venezuela werd geannuleerd,
- van de drie bestellingen van de achtbaan van het type "Muenchner Bahn" kon er slechts een worden gemaakt,
- de dood van zijn bankdirecteur, die het krediet verleende,
- te veel overuren en niet opgenomen vakantiedagen bij zijn personeel.

### Jaren 90
- Vóór zijn tweede faillissement werkte hij samen met Zierer en BHS, dit mondde uit in enkele van zijn beste achtbanen.
- In 1995 ging hij met pensioen.
- In 1996 werd hij bekroond door de Unie van de Duitse Ontwikkelaars van amusementsfaciliteiten.

### Overlijden
Anton Schwarzkopf overleed in 2001 nadat hij al enkele jaren aan de ziekte van Parkinson leed. Zijn zoon Wieland Schwarzkopf heeft het bedrijf overgenomen.

## Ontworpen achtbanen
Schwarzkopf ligt aan de basis van de ontwikkeling van de moderne achtbaan. Hij wordt dan ook vaak "de vader van de achtbaan" genoemd.

### Eerste achtbaan
Zijn eerste achtbaan, in gebruik genomen in 1957, heette Düsenspirale en reisde oorspronkelijk rond op kermissen. Deze had afzonderlijke wagentjes die gemotoriseerd waren.

### Wildemuis
In 1964 begon Schwarzkopf met het aanbieden van achtbanen voor particulieren (zowel attractieparken als foorkramers). Hij ontwierp een wildemuis-achtbaan met kettingoptakeling die hij beschikbaar stelde in drie verschillende formaten: de Wildcat. Van de Wildcat zijn in totaal 28 exemplaren bekend die in attractieparken hebben gestaan; hoeveel banen er daarnaast bestaan hebben die nooit in een attractiepark hebben gestaan, is niet bekend.

### Jet Star
Vervolgens startte Schwarzkopf in 1968 met de bouw van de Jet Star-reeks. Deze attractie bestond alsook uit afzonderlijke wagentjes, maar ze werden aan elkaar bevestigd. In 1970 gebruikte hij op zijn Jet Star II voor het eerst een elektrische spiraallift. Vanaf 1971 bood hij ook zijn eerste custom coasters aan, het waren aangepaste Jet Star-banen aan de eisen van de koper. Niet veel later verschenen ook Jet Star III, ook wel Jumbo Jet genoemd, en Jet 400 of City Jet, de vierde baan in deze reeks.

### Alpenblitz
Met het ontwerpen van de Alpenblitz in 1974 werd voor het eerst een achtbaantrein gebruikt zoals we deze nu kennen. De trein bestond uit een vast aantal wagons achter elkaar, en de trein kon buigen tussen de wagons. Voor die tijd was dit zeer revolutionair. De Alpenblitz echter vertoonde vele gebreken en werd grondig vernieuwd tot Alpenblitz II, waarvan 9 modellen werden verkocht. Ondertussen werd ook de Bobbahn ontwikkeld, waarvan slechts één model werd gebouwd, namelijk de Gebirgsbahn in Phantasialand.

### Loopingracer
In 1976 maakte Schwarzkopf zijn eerste baan met een verticale looping, de Loopingracer. Het jaar daarop werd de Shuttle Loop ontwikkeld, een van de eerste shuttle-achtbanen. Bovendien was dit ook een van de eerste lanceerachtbanen die werden gebouwd. Het jaar daarop werd een model ontwikkeld met twee verticale loopings, en zag ook de eerste Looping Star het licht. De jaren daarna werden nog enkele nieuwe modellen ontworpen met steeds weer enkele verbeteringen ten opzichte van de vorige modellen.

### Samenwerking
Vele nieuwe en revolutionaire modellen voor attractieparken kwamen er niet meer. Het laatste nieuwe model kwam er in 1983 en was Jumbo V, de vijfde baan in de Jet Star-reeks. Van deze baan werd echter slechts één exemplaar verkocht, net zoals de in 1982 ontwikkelde mobiele versie van de Shuttle Loop. De reden hiervoor was het faillissement van zijn toenmalige bedrijf.
Na het faillissement maakte Schwarzkopf een nieuwe start. Er werden echter geen nieuwe modellen meer gemaakt, en er werden ook geen nieuwe banen meer verkocht van de bestaande modellen. Schwarzkopf bouwde nog een aantal custom coasters voor parken en kermissen, en zorgde voor het onderhoud van de bestaande banen. Hij werkte ook samen met de beginnende firma's Zierer en BHS (nu deel van het bedrijf Maurer Söhne). Deze bedrijven, toen nog zo goed als onbekend in de achtbaanwereld, hebben van Schwarzkopf veel ervaring opgedaan en hebben hun bekendheid ook volledig aan hem te danken.
De Olympia Looping is een voorbeeld van een achtbaan die Schwarzkopf samen met Zierer heeft gebouwd voor kermissen. Het is de grootste mobiele achtbaan ter wereld.

## Voorbeelden van attracties

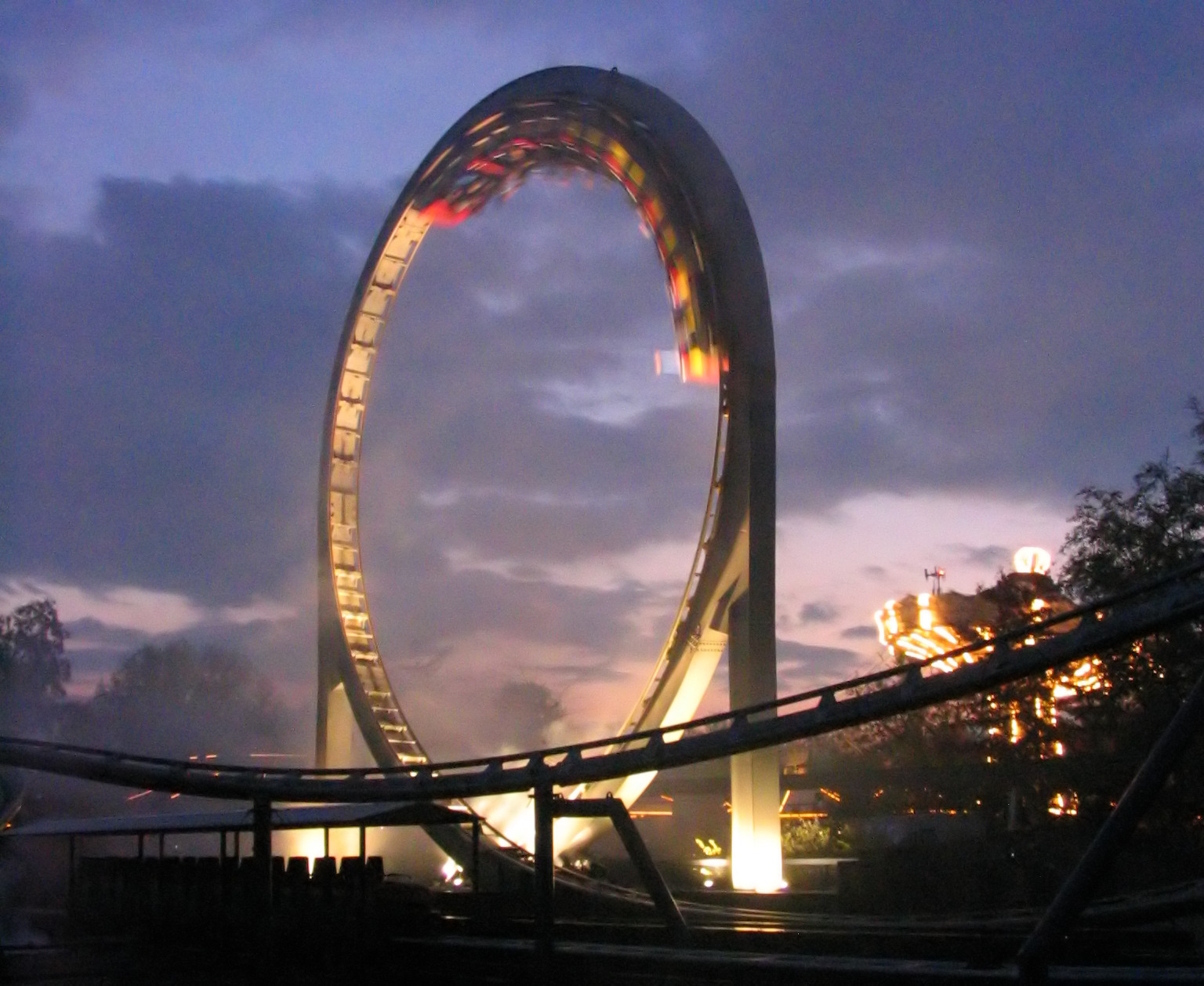
Looping Star in Bobbejaanland

### Duitsland
Monorail
- Phantasialand Jet - Phantasialand-Brühl

### België
Achtbanen
- Turbine (voorheen Psyké Underground) - Walibi Belgium (model: Shuttle Loop)
- Jumbo Jet - Walibi Belgium (in 1991 gesloopt)
- Looping Star - Bobbejaanland (model: Looping Star - in 2003 gesloopt)
- Achtbaan - Bobbejaanland (model: Wildcat - afgebrand in 1982[1])

Andere attracties
- Santa Maria - Bobbejaanland (Schommelschip op rails - in 2007 gesloopt)
- Monorail - Bobbejaanland

### Nederland
Achtbanen
- Thunder Loop - Attractiepark Slagharen (model: Looping Star - definitief gesloten op 2 oktober 2016)
- Black Hole - Avonturenpark Hellendoorn (model: Jet Star - verwijderd in 1990)

Andere attracties
- Enterprise - Attractiepark Slagharen
- El Torito (Polyp monster 2) - Attractiepark Slagharen
- Apollo (zweefmolen) - Attractiepark Slagharen
- Monorail - Attractiepark Slagharen
- Big Wheel (reuzenrad) - Attractiepark Slagharen
- Sky Tower (uitkijktoren) - Attractiepark Slagharen
- Power Polyp Vader ( monster 3)
- Power Wave Van Der Veen (monster 3)

### Denemarken
- Big Monster III (Polyp) - Bakken

### Kermis
- Tsunami - voor de Duitse kermisexposant Oscar Bruch; in 2016 afgebroken na 8 jaar in Isla San Marcos Parque Temático als Tsunami (bouwjaar 1986).
- Olympia Looping - voor de Duitse kermisexposant Rudolf Barth (mobiele achtbaan, de grootste in de wereld) (1989)
- Alpina Bahn - Oorspronkelijk Himalaya Bahn, voor de Duitse kermisexposant Oscar Bruch (1983)
- Die Wilden 50er, ook wel Rock & Roll Coaster genoemd, Type Wildcat van 65 meter lengte, gebouwd in 1964 en op dit moment (2010) eigendom van de Duitse kermisexposant Vorlop

### Rest van de wereld
- Aconcagua - Parque de la Ciudad
- Black Hole - Alton Towers (vroeger "Black Hole II", een Jet Star 2 model, niet meer in werking)
- Cascabel - La Feria Chapultepec Mágico (model: Shuttle Loop)
- Colossus the Fire Dragon - Lagoon Amusement Park (Double Looping model, met een extra bocht)
- Greezed Lightnin' (Kentucky Kingdom) - Kentucky Kingdom (model: Shuttle Loop)
- Jet Star 2 - Lagoon Amusement Park (model: Jet Star 2)
- Katapul - Hopi Hari (model: Shuttle Loop)
- Knightmare - Camelot Theme Park
- Laser - Dorney Park & Wildwater Kingdom (model: Double Looping)
- Lisebergbanan - Liseberg in Zweden
- Looping Star - Nagashima Spa Land
- Mind Bender - Six Flags over Georgia
- Mindbender - Galaxyland in de West Edmonton Mall (in 1986 kwamen bij een ongeval drie berijders om het leven en raakte een zwaargewond)
- Montezooma's Revenge - Knott's Berry Farm in Buena Park, California
- Nightmare at Crack Axle Canyon - The Great Escape & Splashwater Kingdom (Jet Star model)
- Rat Ride - Lightwater Valley (model: Wildcat)
- Revolution - Six Flags Magic Mountain
- Scorpion - Busch Gardens Africa
- Shock Wave - Six Flags Over Texas
- Shuttle Loop - Nagashima Spa Land (model: Shuttle Loop)
- SooperDooperLooper - Hersheypark
- Twist N' Shout - Loudoun Castle (Silverarrow model)
- Whizzer - Six Flags Great America
- Wildcat - Cedar Point